# Flammende Herzen
Pour plus de détails, voir Fiche technique et Distribution.
Flammende Herzen est un film allemand réalisé par Walter Bockmayer et Rolf Bührmann, sorti en 1978.

## Synopsis
Un vendeur de journaux allemand gagne un voyage à New York. Il y rencontre une jeune Allemande qui veut se suicider.

## Fiche technique
- Titre : Flammende Herzen
- Réalisation : Walter Bockmayer et Rolf Bührmann
- Scénario : Walter Bockmayer et Rolf Bührmann
- Musique : Michael Rother
- Photographie : Horst Knechtel et Peter Mertin
- Montage : Ila von Hasperg
- Production : Walter Bockmayer
- Société de production : Entenproduktion et ZDF
- Pays :  Allemagne de l'Ouest
- Genre : Comédie dramatique et romance
- Durée : 95 minutes
- Dates de sortie : 
  -  Allemagne de l'Ouest : février 1978 (Berlinale)

## Distribution
- Peter Kern : Peter Huber
- Barbara Valentin : Karola Faber
- Enzi Fuchs : Anna Schlätel
- Katja Rupé : Magda Weberscheid
- Anneliese Geisler : Mme. Geisler
- Peter Geisler : M. Geisler

## Distinctions
Le film a été présenté en sélection officielle en compétition lors de Berlinale 1978.